# MacRumors
MacRumors.com es un sitio web que agrega noticias, rumores e informes relacionados con Mac y Apple. El sitio se lanzó el 24 de febrero de 2000 en Richmond, Virginia, y es propiedad de Arnold Kim Al consolidar informes y referencias cruzadas de afirmaciones, MacRumors intenta realizar un seguimiento de la comunidad de rumores. El lema de MacRumors es "Noticias y rumores que le interesan". El sitio web se actualiza diariamente con nuevos rumores. Durante las noticias de última hora, las actualizaciones se publican fuera de horario.

## Contenido
MacRumors alberga un gran sitio de foros centrado en Mac, con más de 1.012.131 miembros y más de 20.000.000 de publicaciones en el foro en abril de 2015. El sitio alberga una guía del comprador especializada, que recomienda plazos para la compra de productos Apple basados en los productos de última generación.

## Negocios
El 30 de abril de 2012, según Quantcast, MacRumors recibe un promedio de 65,890,912 vistas a la página a nivel mundial por mes y 7,567,679 visitantes por mes a nivel mundial.  El tráfico del sitio web a menudo aumenta drásticamente durante los eventos de Apple, como la WWDC

## Sitios hermanos
TouchArcade es un sitio web de noticias de juegos para móviles que se lanzó en 2008. Arnold Kim de MacRumors trabajó en el sitio. Kim también ejecuta AppShopper, creando los tres "sitios hermanos". El editor en jefe de TouchArcade fue Eli Hodapp de 2009 a 2019. El sitio presentó una aplicación iOS dedicada en 2012. A principios del año siguiente, TouchArcade comenzó una promoción llamada Free Play, en el que el sitio web promocionaba un juego que se podía descargar de forma gratuita durante la duración de la promoción. TouchArcade lanzó una campaña de financiación colectiva en junio de 2015.
Los periodistas han reconocido a TouchArcade como uno de los mejores sitios web de noticias de juegos móviles. Varios periodistas de juegos también describieron Hodapp de TouchArcade que son tan influyentes dentro de la comunidad de juegos móviles.